# Berrow (Somerset)
Berrow – wieś w Anglii, w hrabstwie Somerset, w dystrykcie (unitary authority) Somerset. Leży 37 km na południowy zachód od miasta Bristol i 203 km na zachód od Londynu. W 2001 miejscowość liczyła 1766 mieszkańców.